# Jesús Rodríguez Caraballo
Jesús Rodríguez Caraballo (Siviglia, 21 novembre 2005) è un calciatore spagnolo, attaccante del Como.

## Carriera

### Club
È cresciuto nel settore giovanile del Betis ed ha debuttato con la squadra riserve il 1º ottobre 2023 nell'incontro di Segunda Federación pareggiato 1-1 contro il Siviglia Atlético.
Il 31 ottobre 2024 ha debuttato in prima squadra nell'incontro di Coppa del Re vinto 6-1 contro il Gévora ed il 18 gennaio 2025 ha segnato il suo primo gol fra i professionisti nella partita persa 3-1 contro l'Alavés.
Il 2 luglio 2025 passa al Como per 22,5 milioni di euro, firmando un contratto valido fino al 2030.

### Nazionale
Ha giocato nelle nazionale spagnola Under-19.

## Statistiche

### Presenze e reti nei club
Statistiche aggiornate al 21 giugno 2025
| Stagione        | Squadra         | Campionato      | Campionato | Campionato | Coppe nazionali | Coppe nazionali | Coppe nazionali | Coppe continentali | Coppe continentali | Coppe continentali | Altre coppe | Altre coppe | Altre coppe | Totale | Totale | Totale |
| Stagione        | Squadra         | Comp            | Pres       | Reti       | Comp            | Pres            | Reti            | Comp               | Pres               | Reti               | Comp        | Pres        | Reti        | Pres   | Reti   |        |
| --------------- | --------------- | --------------- | ---------- | ---------- | --------------- | --------------- | --------------- | ------------------ | ------------------ | ------------------ | ----------- | ----------- | ----------- | ------ | ------ | ------ |
| 2023-2024       | Betis B         | SF              | 24         | 7          | -               | -               | -               | -                  | -                  | -                  | -           | -           | -           | 24     | 7      |        |
| 2024-2025       | Betis B         | SF              | 12         | 2          | -               | -               | -               | -                  | -                  | -                  | -           | -           | -           | 12     | 2      |        |
| Totale Betis B  | Totale Betis B  | Totale Betis B  | 36         | 9          |                 | -               | -               |                    | -                  | -                  |             | -           | -           | 36     | 9      |        |
| 2024-2025       | Betis           | PD              | 21         | 2          | CR              | 3               | 0               | UECL               | 8                  | 1                  | -           | -           | -           | 32     | 3      |        |
| Totale carriera | Totale carriera | Totale carriera | 57         | 11         |                 | 3               | 0               |                    | 8                  | 1                  |             | -           | -           | 68     | 12     |        |

### Cronologia presenze e reti in nazionale
| Cronologia completa delle presenze e delle reti in nazionale ― Spagna under 21 | Cronologia completa delle presenze e delle reti in nazionale ― Spagna under 21 | Cronologia completa delle presenze e delle reti in nazionale ― Spagna under 21 | Cronologia completa delle presenze e delle reti in nazionale ― Spagna under 21 | Cronologia completa delle presenze e delle reti in nazionale ― Spagna under 21 | Cronologia completa delle presenze e delle reti in nazionale ― Spagna under 21 | Cronologia completa delle presenze e delle reti in nazionale ― Spagna under 21 | Cronologia completa delle presenze e delle reti in nazionale ― Spagna under 21 |
| Data                                                                           | Città                                                                          | In casa                                                                        | Risultato                                                                      | Ospiti                                                                         | Competizione                                                                   | Reti                                                                           | Note                                                                           |
| ------------------------------------------------------------------------------ | ------------------------------------------------------------------------------ | ------------------------------------------------------------------------------ | ------------------------------------------------------------------------------ | ------------------------------------------------------------------------------ | ------------------------------------------------------------------------------ | ------------------------------------------------------------------------------ | ------------------------------------------------------------------------------ |
| 25-3-2025                                                                      | Darmstadt                                                                      | Germania under 21                                                              | 3 – 1                                                                          | Spagna under 21                                                                | Amichevole                                                                     | -                                                                              | 75’                                                                            |
| 6-6-2025                                                                       | Alcorcón                                                                       | Spagna under 21                                                                | 0 – 1                                                                          | Ucraina under 21                                                               | Amichevole                                                                     | -                                                                              | 46’                                                                            |
| 14-6-2025                                                                      | Bratislava                                                                     | Spagna under 21                                                                | 2 – 1                                                                          | Romania under 21                                                               | Europeo Under-21 2025 - 1° turno                                               | -                                                                              | 65’                                                                            |
| 17-6-2025                                                                      | Trnava                                                                         | Spagna under 21                                                                | 1 – 1                                                                          | Italia under 21                                                                | Europeo Under-21 2025 - 1° turno                                               | 1                                                                              | 65’                                                                            |
| 21-6-2025                                                                      | Trnava                                                                         | Spagna under 21                                                                | 1 – 3                                                                          | Inghilterra under 21                                                           | Europeo Under-21 2025 - Quarti di finale                                       | -                                                                              | 78’                                                                            |
| Totale                                                                         |                                                                                | Presenze                                                                       | 5                                                                              |                                                                                | Reti                                                                           | 1                                                                              |                                                                                |